# Serridslevgård
Serridslevgård er en sædegård som første gang nævnes i 1424. Herregården ligger i Nebel Sogn i Horsens Kommune. Hovedbygningen er opført 1777 af arkitekt Anders Kruuse, men er udvidet i 1937 af arkitekt Mogens Clemmensen.
Serridslevgård Gods er på 471 hektar

## Ejere af Serridslevgård
- (før 1424) Karine Clausdatter Krumpen
- (1424-1599) Maribo Kloster
- (1599-1615) Claus Sørensen Mund
- (1615) Kirsten Harbou gift (1) Mund (2) Munk
- (1615-1632) Niels Munk / Jørgen Munk
- (1632-1656) Niels Munk
- (1656-1675) Henrik Mund
- (1675-1682) Birgitte Mormand gift Mund
- (1682-1692) Jens Mikkelsen Mule
- (1692-1742) Henrik Jensen Mule
- (1742-1747) Maren Høstmark gift (1) Mule (2) Lautrup
- (1747-1749) Frederik Lautrup
- (1749-1768) Gerhard Hansen de Lichtenberg
- (1768) Bodil Hoffgaard gift de Lichtenberg
- (1768-1801) Frederik Ludvig Christian Beenfeldt
- (1801-1802) Catharina Elisabeth Gerdtsdatter de Lichtenberg gift Beenfeldt
- (1802-1812) Christoffer Dahl
- (1812-1824) Handelshuset Muusmann & Schweller
- (1824-1842) Karen Pauline Lilienskiold gift von Gersdorff
- (1842-1882) Sophie Charlotte Poulsdatter von Gersdorff
- (1882-1883) Sophie Charlotte Poulsdatter von Gersdorffs dødsbo
- (1883-1889) Hans Christian Brodersen
- (1889-1902) Doris Jordt gift Brodersen
- (1902-1919) Peter Jordt Brodersen
- (1919-1951) Axel Nissen
- (1951-1982) Paula Poulsdatter Larsen gift Nissen
- (1982-1994) Børge Poul Edvard Nissen
- (1994-2021) Dorthe Nissen
- (2021-) Serridslevgaard ApS

## Ekstern henvisning
- Dansk Center for Herregårdsforskning: Serridslevgård Arkiveret 11. august 2016 hos  Wayback Machine, hentet 19. juli 2016

|  | Denne artikel om en bygning eller et bygningsværk kan blive bedre, hvis der indsættes et (bedre) billede. Du kan hjælpe ved at afsøge Wikimedia Commons for et passende billede eller lægge et op på Wikimedia Commons med en af de tilladte licenser og indsætte det i artiklen. |